# Chrionema chryseres
Chrionema chryseres är en fiskart som beskrevs av Gilbert, 1905. Chrionema chryseres ingår i släktet Chrionema och familjen Percophidae. Inga underarter finns listade i Catalogue of Life.